# Охаба (Мехедінць)
Охаба (рум. Ohaba) — село у повіті Мехедінць в Румунії. Входить до складу комуни Шоварна.
Село розташоване на відстані 260 км на захід від Бухареста, 28 км на північний схід від Дробета-Турну-Северина, 96 км на північний захід від Крайови.

## Населення
За даними перепису населення 2002 року у селі проживали 395 осіб, усі — румуни. Усі жителі села рідною мовою назвали румунську.